# Landtagswahl in der Steiermark 1991
- SPÖ: 21
- ÖVP: 26
- FPÖ: 9

Am 22. September 1991 fanden Landtagswahlen in der Steiermark statt.
Die ÖVP blieb trotz starker Stimmenverluste stärkste Partei und stellte weiterhin mit Josef Krainer junior den Landeshauptmann.
Die ÖVP erreichte nur mehr 44,2 % (26 Mandate) und verlor damit ihre absolute Mehrheit, die SPÖ erlangte 34,9 % der Stimmen und damit 20 Mandate. Die FPÖ war die große Siegerin der Wahl und konnte ihren Stimmanteil auf 15,4 % (9 Mandate) mehr als verdreifachen.
Die Grüne Alternative – Grüne im Parlament erreichte nur 2,88 % und verfehlte somit den Einzug in den Landtag. Ebenso wenig schaffte die zweite grüne Liste, Grünweiß – Recht überleben – Natur erhalten mit 1,73 %, Landtagsmandate zu erlangen.
Die KPÖ verfehlte mit 0,60 % ein weiteres Mal den Einzug in den Landtag, die zum zweiten Mal angetretene Liste Kernöl – Grünes Öl (nur im Wahlkreis Graz und Umgebung) konnte mit 0,18 % auch keine großen Gewinne erlangen, auch nicht die neu angetretene Aktive Heimat – Sozialisten (nur im Wahlkreis Obersteiermark) mit 0,07 %.

## Wahlergebnis
|                                                     | Ergebnisse 1991 | Ergebnisse 1991 | Ergebnisse 1991 | Ergebnisse 1986 | Ergebnisse 1986 | Ergebnisse 1986 | Differenzen | Differenzen | Differenzen |
| --------------------------------------------------- | --------------- | --------------- | --------------- | --------------- | --------------- | --------------- | ----------- | ----------- | ----------- |
| Wahlberechtigte                                     | 903.486         | 903.486         | 903.486         | 858.603         | 858.603         | 858.603         | + 44.803    | + 44.803    | + 44.803    |
|                                                     | Stimmen         | %               | Mand.           | Stimmen         | %               | Mand.           | Stimmen     | %           | Mand.       |
| Abgegebene Stimmen                                  | 809.502         | 89,60 %         | 56              | 788.413         | 91,83 %         | 56              | + 21.089    | - 2,23 %    |             |
| Ungültige Stimmen                                   | 33.037          | 4,08 %          |                 | 27.685          | 3,51 %          |                 | + 5.352     | + 0,57 %    |             |
| Gültige Stimmen                                     | 776.465         | 95,92 %         |                 | 760.728         | 96,49 %         |                 | + 15.737    | - 0,57 %    |             |
| Partei                                              |                 |                 |                 |                 |                 |                 |             |             |             |
| Österreichische Volkspartei (ÖVP)                   | 343.427         | 44,23 %         | 26              | 393.650         | 51,75 %         | 30              | - 50.223    | - 7,52 %    | - 4         |
| Sozialdemokratische Partei Österreichs (SPÖ)        | 271.232         | 34,93 %         | 21              | 286.327         | 37,64 %         | 22              | - 15.095    | - 2,71 %    | - 1         |
| Freiheitliche Partei Österreichs (FPÖ)              | 119.462         | 15,39 %         | 9               | 34.884          | 4,59 %          | 2               | + 84.578    | + 10,8 %    | + 7         |
| Die Grüne Alternative – Grüne im Parlament (GAL)    | 22.372          | 2,88 %          | 0               | n.k.            |                 |                 | + 22.372    | + 2,88 %    | 0           |
| Grünweiß – Recht überleben – Natur erhalten (GRÜNE) | 13.426          | 1,73 %          | 0               | n.k.            |                 |                 | + 13.426    | + 1,73 %    | 0           |
| Kommunistische Partei Österreichs (KPÖ)             | 4.627           | 0,60 %          | 0               | 8.945           | 1,18 %          | 0               | - 4.318     | - 0,58 %    | 0           |
| Liste Grünes Öl – Kernöl (GÖL)                      | 1.381           | 0,18 %          | 0               | 1.152           | 0,15 %          | 0               | + 229       | + 0,03 %    | 0           |
| Aktive Heimat – Sozialisten (AHS)                   | 538             | 0,07 %          | 0               | n.k.            |                 |                 | + 538       | + 0,07 %    | 0           |